# Ulee Tanoh (Julok)
Ulee Tanoh is een bestuurslaag in het regentschap Aceh Timur van de provincie Atjeh, Indonesië. Ulee Tanoh telt 471 inwoners (volkstelling 2010).